# Taquipsíquia
La taquipsíquia —del grec tachýs (ràpid) i psyché (ànima o ment)— és l'acceleració patològica de l'activitat psíquica que es presenta en algunes malalties mentals i trastorns psíquics, particularment en aquells que cursen amb episodis de crisis delirants com la psicosi i la mania.
A l'acceleració del pensament que és el trastorn quantitatiu de la seva velocitat i que pot manifestar-se amb verborrea o sense, s'agrega en la taquipsíquia una acceleració més generalitzada de l'activitat psíquica en el seu conjunt. En el seu grau màxim i extrem arriba a la fugida d'idees.
La taquipsíquia no és una malaltia, sinó un signe clínic important del que es val el psiquiatre o psicòleg clínic per al diagnòstic diferencial. En la semiologia psiquiàtrica s'inscriu dins de les alteracions del curs del pensament, més precisament del seu ritme o velocitat. Aquest ritme pot desviar-se de la norma i presentar-se:
- lent o inhibit (bradipsíquia), la qual cosa amb freqüència s'associa als quadres depressius i a certes formes d'esquizofrènia
- accelerat (taquipsíquia), que amb freqüència s'associa a la mania, a altres formes de l'esquizofrènia i a diferents quadres psicòtics.

La taquipsíquia es manifesta com un augment significatiu de la velocitat de pensament, augment de la quantitat de paraules per unitat de temps, major espontaneïtat i disminució del temps de resposta.
Aquest símptoma, en forma aïllada, es dona sobretot en la mania unipolar. Aquest últim quadre és menys freqüent que el trastorn bipolar, en el qual s'alternen períodes depressius i maníacs, podent haver-hi predomini d'una o una altra fase. En les fases maníaques del trastorn bipolar també pot produir-se taquipsíquia i fugida d'idees. D'igual manera, la taquipsíquia apareix en diversos quadres clínics amb component maníaca, com en la síndrome mixta o mania disfòrica.